# Người da trắng

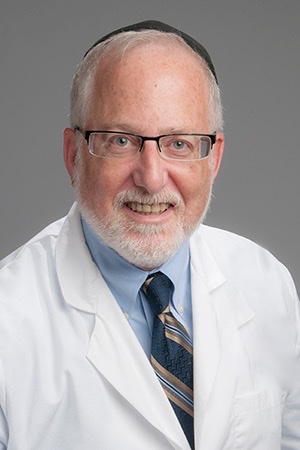
Một đàn ông người Do Thái da trắng mắt xanh

Người da trắng (thuật ngữ khác là Europeoid, đọc là Ơ-rô-pê-ô-ít) là thuật ngữ phân loại chủng tộc để nói đến những người có nguồn gốc thuộc Đại chủng Âu với những hàm ý phụ thuộc vào ngữ cảnh. Việc sử dụng cụm từ "người da trắng" hoặc "chủng tộc trắng" như một nhóm lớn (chủ yếu là châu Âu) dân số tương phản với "người da đen", người châu Mỹ bản địa (đôi khi được gọi là "người da đỏ"), "người da màu" hoặc người có màu da không trắng, bắt nguồn từ thế kỷ 17. Nói chung, người da trắng được đặc trưng bởi làn da trắng sáng hay trắng hồng. Khái niệm về một chủng tộc da trắng đã không được chấp nhận phổ quát ở châu Âu, nhiều nước châu Âu và các quốc gia trong vài trăm năm qua, như Chủ nghĩa Phát xít Ý và Quốc gia Xã hội Chủ nghĩa Đức, coi một số dân tộc châu Âu khác biệt về chủng tộc. Hơn nữa, không có tiêu chuẩn được chấp nhận để xác định ranh giới địa lý giữa người da trắng và người không phải da trắng. Các nhà nhân chủng học đương đại và các nhà khoa học coi khái niệm này là xây dựng xã hội.
Khái niệm về người da trắng có sự cộng hưởng đặc biệt ở các quốc gia đa dạng về chủng tộc với số đông lớn các tổ tiên châu Âu hỗn hợp: ví dụ: ở Hoa Kỳ (Mỹ Trắng), Anh Quốc (Anh Trắng), Brazil (Brazil Trắng), và Nam Phi (Nam Phi Trắng). Các công trình xã hội khác nhau về tính trắng đã có ý nghĩa quan trọng đối với bản sắc dân tộc, chính sách công cộng, tôn giáo, số liệu thống kê dân số, phân chia chủng tộc, hành động khẳng định, đặc quyền da trắng, ưu đãi, phân chia chủng tộc và hạn ngạch chủng tộc.
Thuật ngữ "chủng tộc trắng" hoặc "người da trắng" đã nhập vào các ngôn ngữ châu Âu chính vào cuối thế kỷ 17, trong bối cảnh chế độ nô lệ và tình trạng bất bình đẳng ở các nước thuộc châu Âu. Mô tả quần thể là "trắng" dựa trên màu da của họ trước những ý tưởng này và thỉnh thoảng được tìm thấy trong nghiên cứu dân tộc học Greco-Roman và các nguồn cổ khác; nhưng những xã hội này không có khái niệm về một chủng tộc da trắng châu Âu. Hàn lâm về chủng tộc thường phân biệt khái niệm hiện đại từ mô tả tiền hiện đại về sự khác biệt tập thể.. Nói chung, không thể phủ nhận có rất nhiều cá nhân là những nhân vật ưu tú, kiệt xuất vượt trội có nhiều đóng góp cho thế giới là người da trắng.

## Thời cổ đại và thời trung cổ: mô tả vật lý

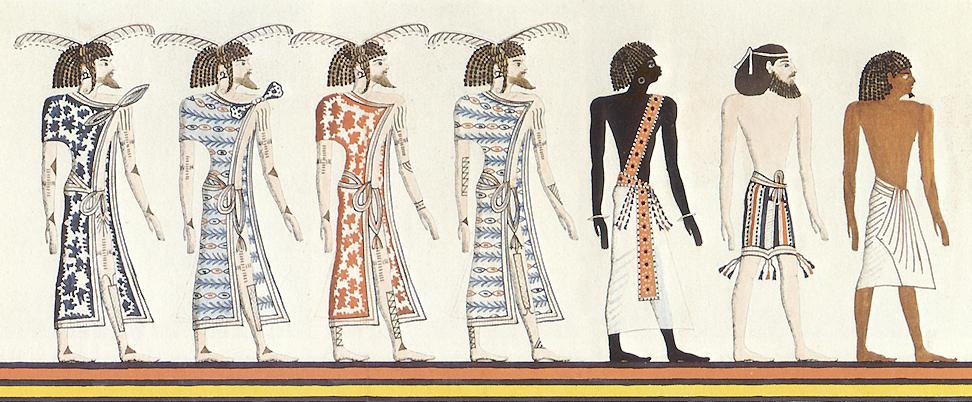
Các chủng tộc của Ai Cập cổ đại

Theo nhà nhân chủng học Nina Jablonski:
In ancient Egypt as whole, people were not designated by color terms... Egyptian inscriptions and literature only rarely, for instance, mention the dark skin of the Kushites of Upper Nubia. We know that Egyptians were not oblivious to skin color, however, because artists paid attention to it in works of art, to the extent the pigments at the time permitted.
Ở Ai Cập cổ đại, người ta không được chỉ định bởi các thuật ngữ màu... Những văn tự và văn chương Ai Cập hiếm khi, chẳng hạn, đề cập tới làn da tối của người Kushites ở thượng lưu Nubia. Chúng ta biết rằng người Ai Cập đã không quên màu da, tuy nhiên, bởi vì các nghệ sĩ quan tâm đến nó trong các tác phẩm nghệ thuật, đến mức các sắc tố tại thời gian cho phép.

Nhà khảo cổ điển học James H. Dee tuyên bố: 
the Greeks do not describe themselves as 'white people'—or as anything else because they had no regular word in their color vocabulary for themselves."
"Người Hy Lạp không tự cho mình là" người da trắng "- hoặc như bất cứ điều gì khác bởi vì họ không có từ vựng phổ biến về vốn từ trong vốn từ vựng màu sắc của họ cho chính bản thân họ."

Màu da của dân tộc không mang ý nghĩa hữu ích; điều quan trọng là họ sống ở đâu.
Các mô tả đặc tính tiêu cực và tích cực giữa trắng và đen xuất hiện trong các giai đoạn cổ điển trong ngôn Ngữ hệ Ấn-Âu, nhưng những khác biệt này không phải lúc nào cũng áp dụng cho màu da. Sự chuyển đổi tôn giáo đôi khi được miêu tả như là sự thay đổi màu da. Tương tự như vậy, Rigveda sử dụng krsna tvac "da đen" như một phép ẩn dụ cho tính vô đạo.
Herodotus mô tả Buddy Scythian là có đôi mắt xanh thẫm và mái tóc đỏ tươi. Xenophon mô tả người Aethiopian là người da đen và quân đội Ba Tư là người da trắng so với mặt da rám nắng của quân đội Hy Lạp.

## Phân cấp chủng tộc hiện đại
Thuật ngữ "chủng tộc trắng" hoặc "người da trắng" đã nhập vào các ngôn ngữ châu Âu chính vào cuối thế kỷ 17, có nguồn gốc từ việc phân cấp chủng tộc hóa chế độ nô lệ vào thời điểm đó, trong bối cảnh thương mại nô lệ ở Đại Tây Dương và sự nô dịch của các dân tộc bản địa trong Đế chế Tây Ban Nha.

### Danh mục xã hội
Một lược đồ chủng tộc ba phần về màu sắc đã được sử dụng trong thế kỷ 17 ở Mỹ Latinh dưới sự cai trị của Tây Ban Nha. Irene Silverblatt cho biết rằng dấu vết "suy nghĩ chủng tộc" ở Nam Mỹ đối với các chủ đề xã hội của chủ nghĩa thực dân và sự hình thành của nhà nước: "Trắng, đen và nâu là các phiên bản rút gọn, trừu tượng hoá của người định cư, nô lệ và thuộc địa. Vào giữa thế kỷ XVII, tiếng español (Tây Ban Nha) miểu tả người da trắng được viết trong các văn bản với danh từ blanco hoặc trắng.
Theo nhà sử học Theodore Allen, danh từ trắng vẫn là một thuật ngữ quen thuộc hơn ở các thuộc địa Mỹ hơn là so với ở Anh vào những năm 1700.

### Khoa học về chủng tộc
Các nhà nghiên cứu phương Tây nghiên cứu về chủng tộc và sắc tộc trong thế kỷ 18 và 19 đã phát triển thành những gì được gọi là nền khoa học phân loại chủng tộc. Các nhà khoa học châu Âu nổi bật đã viết về sự khác biệt giữa con người và tự nhiên bao gồm chủng tộc người da trắng châu Âu hay Tây Âu trong một nhóm các chủng tộc của con người và đưa ra các đặc điểm về thể chất, trí óc, khiếu thẩm mỹ của chủng tộc người da trắng. Những ý tưởng này đã không được tin bởi các nhà khoa học thế kỷ XX.

#### Bắt đầu thế kỷ 18
Trong tác phẩm nghiên cứu năm 1775, Von den verschiedenen Rassen der Menschen ("Liên quan về Các chủng tộc khác nhau của con người"), Triết gia Đức Immanuel Kant sử dụng thuật ngữ weiß (màu trắng) để chỉ chủng tộc da trắng ở Bắc Âu (trang 267).

#### Thế kỷ 19 và 20: "chủng tộc Caucasian"
Nghiên cứu về chủng tộc và sắc tộc trong thế kỷ 18 và 19 đã phát triển thành cái mà sau này được gọi là nền khoa học phân loại chủng tộc. Trong ấn bản năm 1795 về Đa dạng tự nhiên của Nhân loại, Johann Friedrich Blumenbach đã phân loại cho người châu Âu, người châu Á sống ở phía tây sông Obi, sông Hằng và biển Caspian và người dân Bắc Phi thuộc chủng tộc Caucasian.

#### Thế kỷ 21
Alastair Bonnett đã tuyên bố rằng, "hiện tại các nghiên cứu khoa học hỗ trợ cho lý thuyết rằng người châu Âu chỉ là một biểu hiện của một nhóm chủng tộc rộng lớn hơn (đôi khi gọi là Caucasian)," một nhóm, Bonnett lưu ý, sẽ bao gồm không chỉ người châu Âu mà còn cả Người Nam châu Á, người Bắc Phi, và thậm chí người đông châu Phi như người Ethiopia.

## Nhân khẩu học

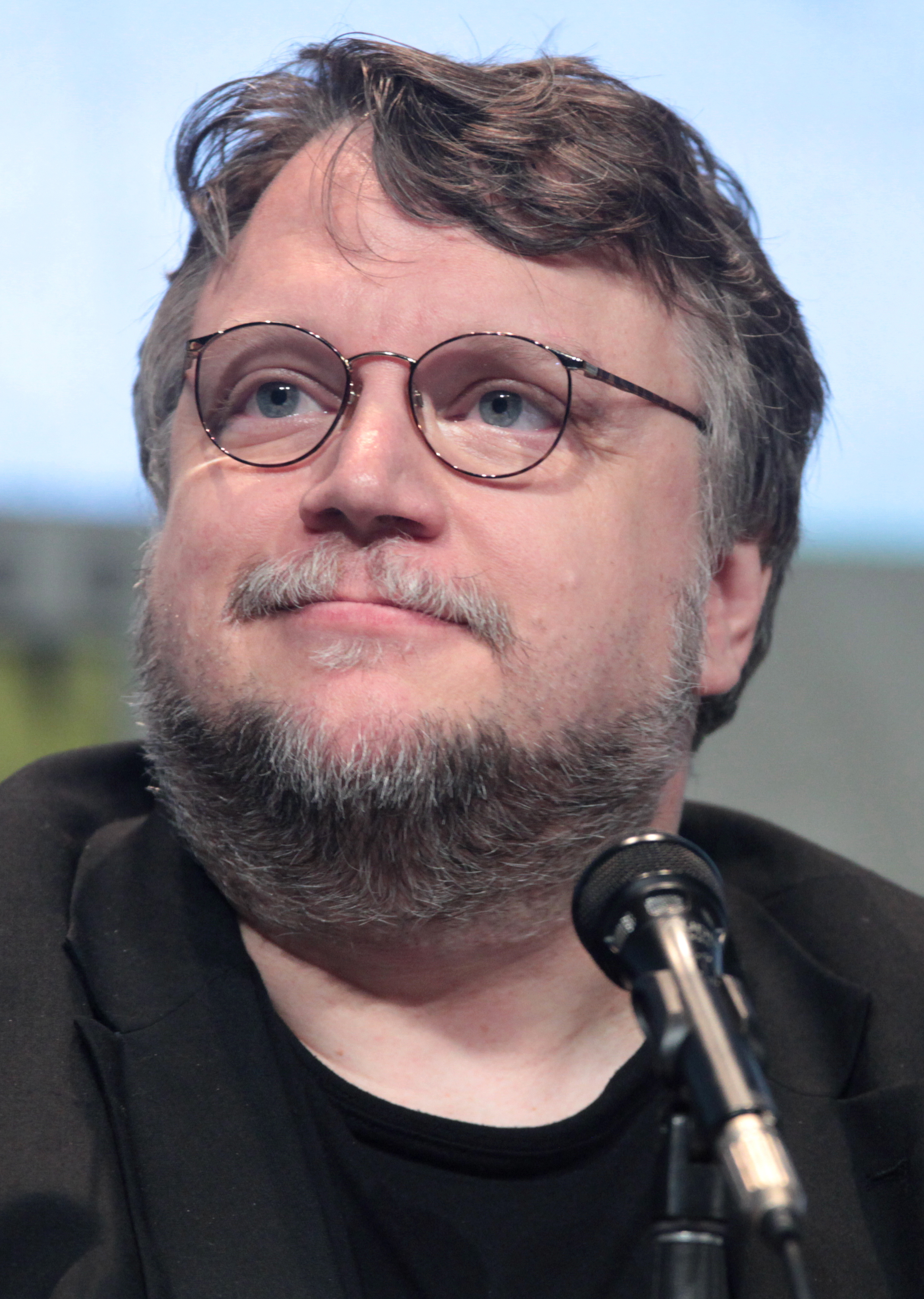
Guillermo del Toro đạo diễn phim điện ảnh người Mễ trắng

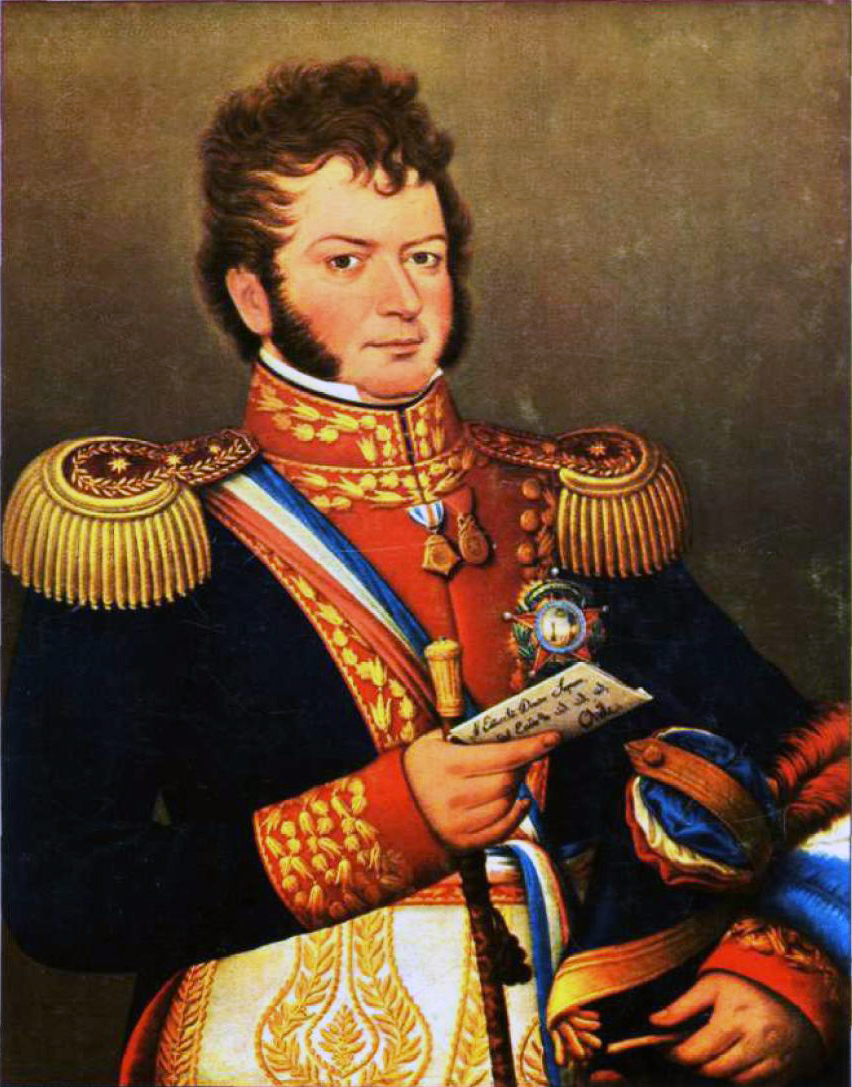
Bernardo O'Higgins, một trong những người cha đẻ sáng lập ra quốc gia Chile, có gốc gác từ Basque và Ireland.

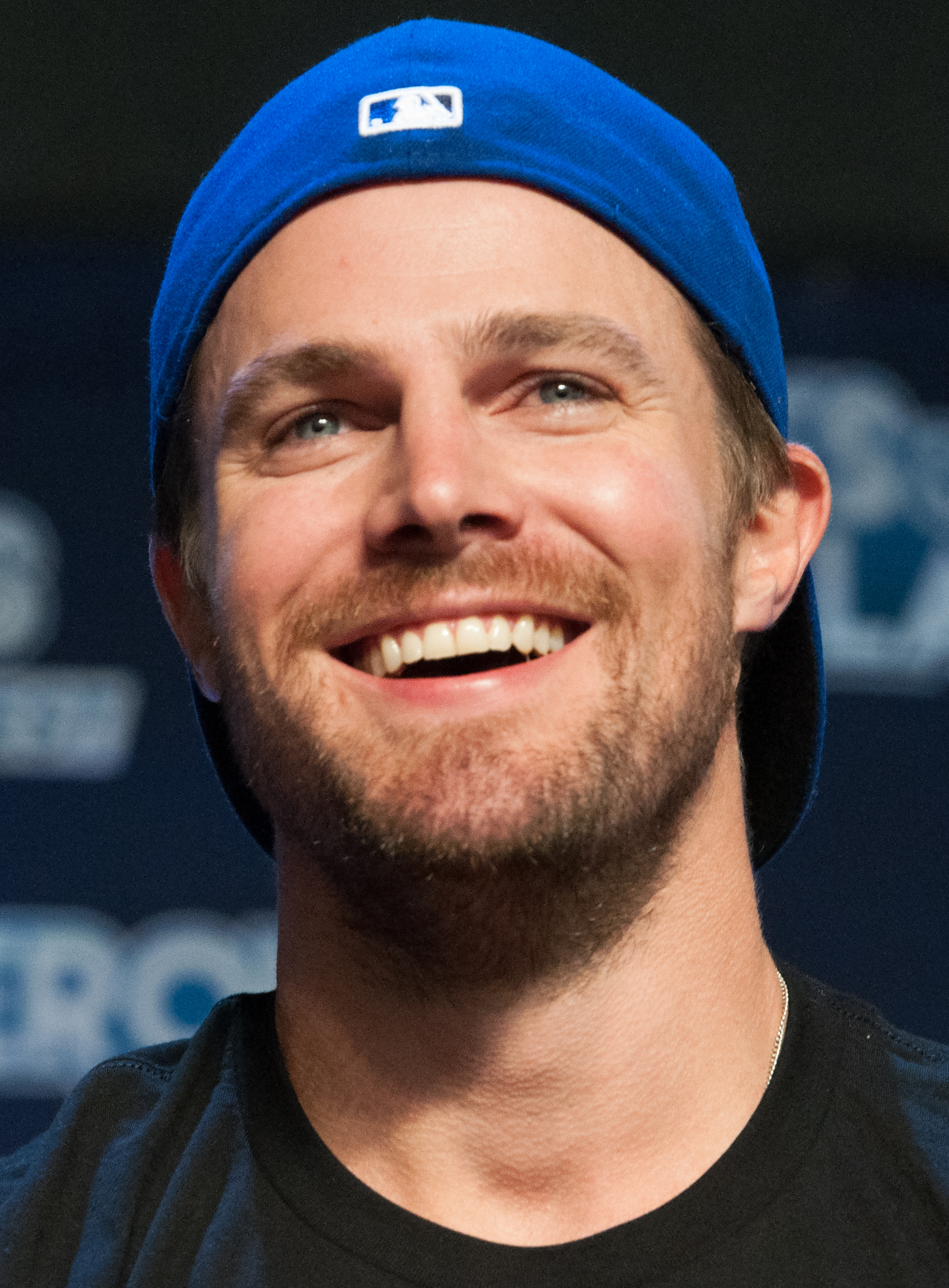
Tài tử điện ảnh người Canada Stephen Amell

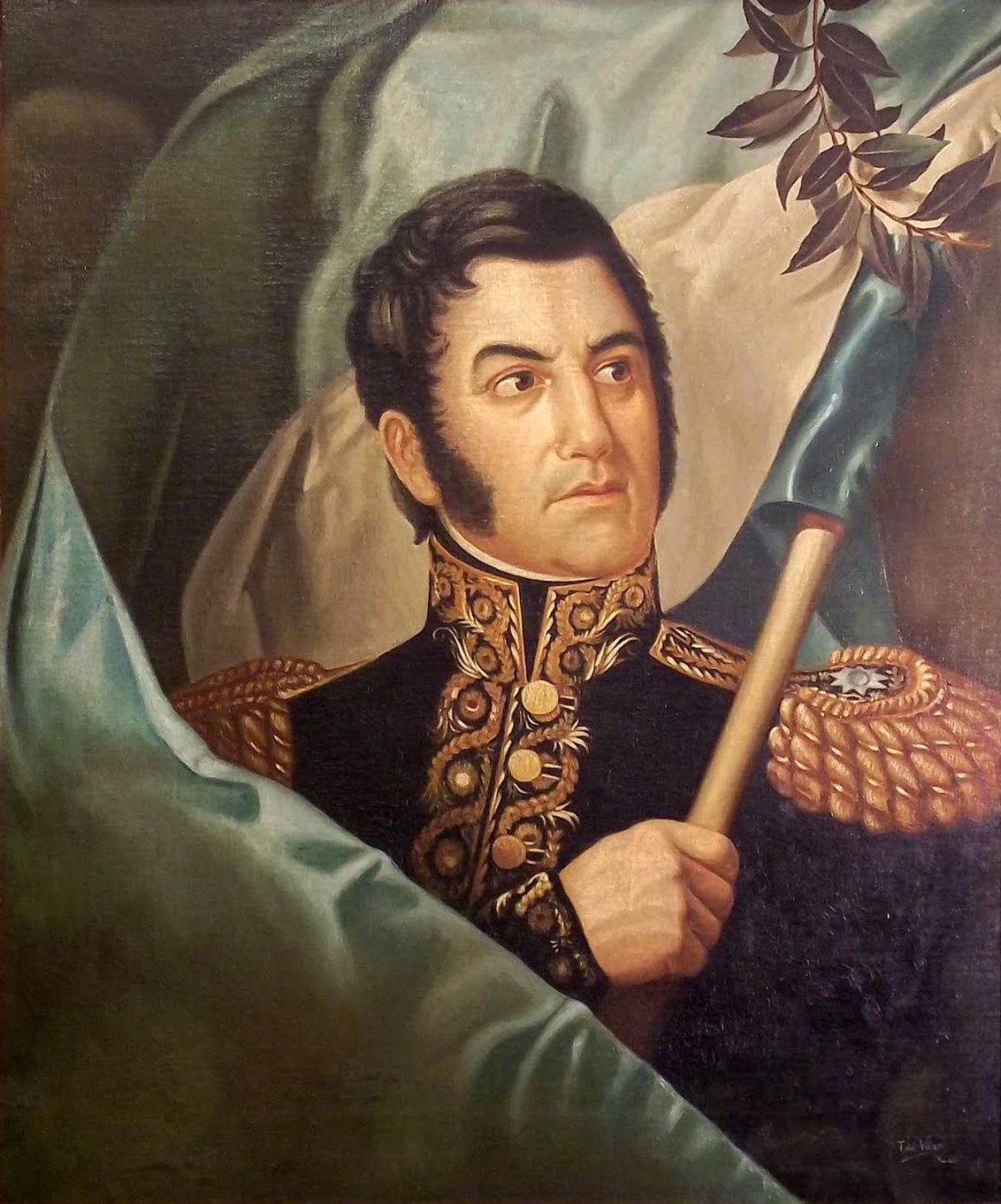
Một trong những anh hùng giải phóng dân tộc chính của Nam Mỹ Argentina José de San Martín

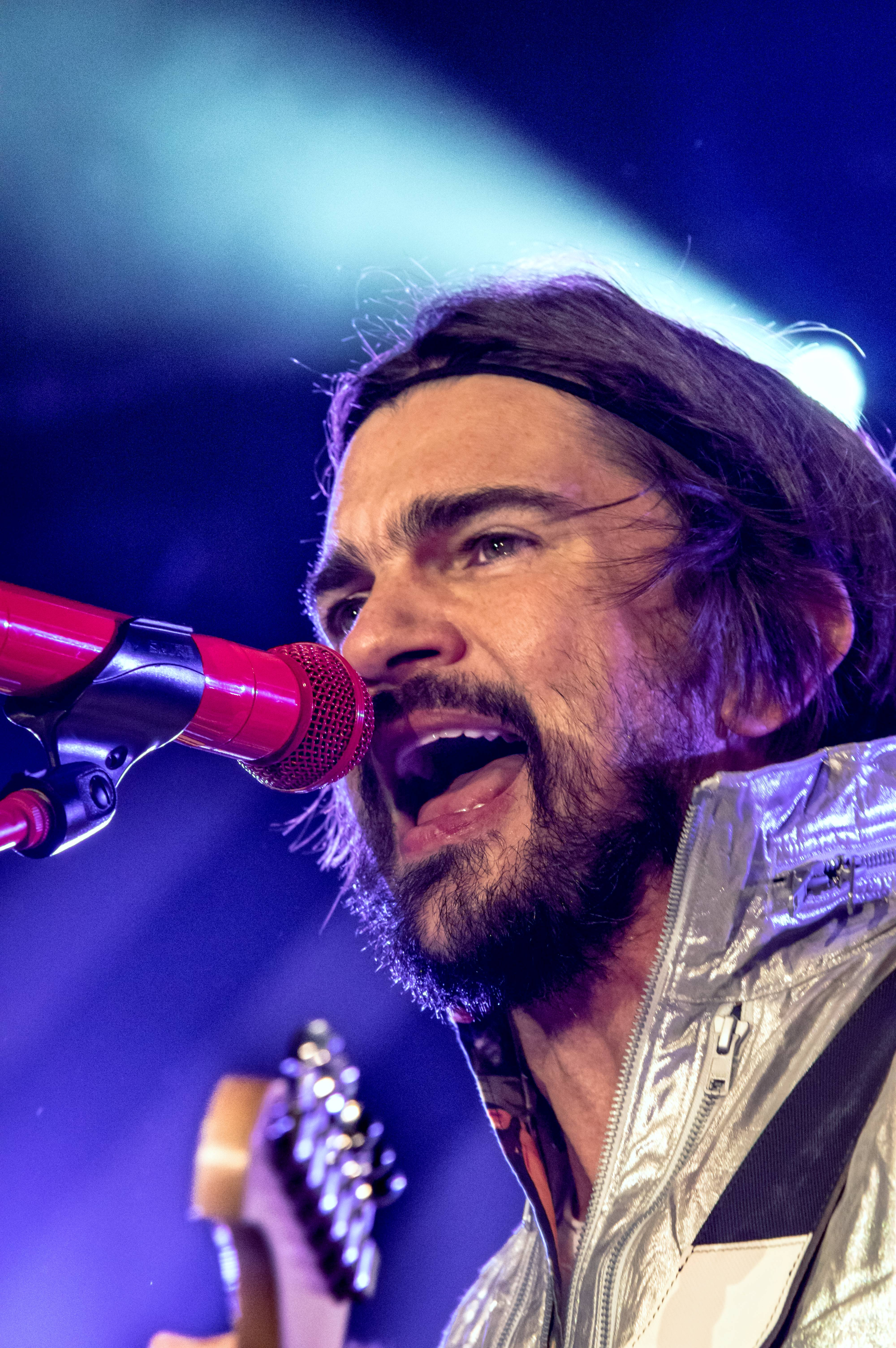
Ca sĩ chiến thắng Giải Grammy người Colombia Juanes

Định nghĩa về người da trắng đã thay đổi qua nhiều năm, bao gồm các định nghĩa chính thức được sử dụng ở nhiều quốc gia, chẳng hạn như Hoa Kỳ và Brazil. Dưới đây là bảng điều tra dân số trắng, có thể khác với định nghĩa xã hội của người da trắng trong cùng một quốc gia. Định nghĩa xã hội cũng đã được thêm vào nếu có thể.
| Ireland                                                                                    | 93.6%        | -            | 2011 Điều tra dân số                  | [ 31 ]               |
| United Kingdom                                                                             | 87.17%       | 55.0         | United Kingdom Census 2011            | [ 32 ]               |
| Bắc Mỹ                                                                                     | N/D          | 279.6m       |                                       |                      |
| Costa Rica                                                                                 | 82.7%        | 3.8          | Lizcano3                              | [ 33 ]               |
| Canada                                                                                     | 76.7%        | 26.9         | 2011 Canada Census                    |                      |
| Puerto Rico (Hoa Kỳ)                                                                       | 75.8%        | 2.8          | 2010 United States Census             | [ 34 ]               |
| United States                                                                              | 72.4%        | 223.5        | 2010 United States Census             | [ 1 ]                |
| Cuba                                                                                       | 64.1%        | 7.2          | 2012 Điều tra dân số                  |                      |
| Bermuda (UK)                                                                               | 31.0%        | 19,938       | 2010 Điều tra dân số                  | [ 35 ]               |
| Guatemala                                                                                  | 18%          | 2.4          | INE 2010                              | [ 36 ]               |
| Nicaragua                                                                                  | 17.0%        | 1            | WFB2                                  | [ 37 ]               |
| Dominican Republic                                                                         | 13.6% or 16% | 2.0          | 1960 Dominican Republic Census, 2006  | [ 38 ]               |
| U.S. Virgin Islands (U.S.)                                                                 | 15.6%        | 16,646       | 2010 Điều tra dân số                  | [ 39 ]               |
| Panama                                                                                     | 6.7% est.    | -            | 2010 WFB2                             | [ 40 ]               |
| Mexico                                                                                     | 9% or 15%    | 10.8 or 16.8 | WFB2, Lizcano3                        | [ 33 ]               |
| El Salvador                                                                                | 12.7%        | 0.7          | 2007 Điều tra dân số                  | [ 41 ]               |
| Quần đảo Turks và Caicos (UK)                                                              | 7.90%        | 1,562        | 2001 Điều tra dân số                  | [ 42 ]               |
| Virgin Islands (UK)                                                                        | 6.90%        | -            | 2001 Điều tra dân số                  | [ 43 ]               |
| Bahamas                                                                                    | 5.0%         | 16,598       | 2010 Điều tra dân số                  | [ 44 ]               |
| Anguilla (UK)                                                                              | 3.2%         | 431          | 2011 Điều tra dân số                  | [ 45 ]               |
| Barbados                                                                                   | 2.7%         | 6,135        | 2010 Điều tra dân số                  | [ 46 ]               |
| St. Vincent                                                                                | 1.4%         | 1,478        | 2001 Điều tra dân số                  | [ 47 ]               |
| Trinidad và Tobago                                                                         | 0.65%        | -            | 2011 Điều tra dân số                  | [ 48 ]               |
| Nam Mỹ                                                                                     | N/D          | 199m         |                                       |                      |
| Uruguay                                                                                    | 87.7%        | 3.1          | 2011 Điều tra dân số                  | [ 49 ]               |
| Argentina                                                                                  | 85%          | 38.9         | WFB1, Lizcano3                        | [ 33 ] [ 50 ] [ 51 ] |
| Colombia                                                                                   | 73%          | 36.5         | 2018 Điều tra dân số                  | [ 52 ] [ 53 ] [ 54 ] |
| Chile                                                                                      | 52.7%        | 10           | Lizcano3                              | [ 33 ]               |
| Brazil                                                                                     | 47.7%        | 93.0         | 2010 Điều tra dân số                  | [ 55 ]               |
| Venezuela                                                                                  | 42.2%        | 12.6         | 2011 Điều tra dân số                  | [ 56 ]               |
| Paraguay                                                                                   | 20.0%        | 1.5          | Lizcano3                              | [ 33 ]               |
| Peru                                                                                       | 6.0%         | 2.0          | 2012 ENAHO, WFB2                      | [ 57 ] [ 58 ]        |
| Ecuador                                                                                    | 6.1%         | 1.1          | 2010 Điều tra dân số                  | [ 59 ]               |
| Bolivia                                                                                    | 3.0%         | 0.355        | 2014 (Ipsos)                          | [ 60 ]               |
| Châu Úc và Châu Đại Dương                                                                  | N/D          | 23.6m        |                                       |                      |
| Australia                                                                                  | 90.0%        | 20           | 2006 Điều tra dân số                  | [ 61 ] [ 62 ]        |
| New Zealand                                                                                | 74.0%        | 2.97         | 2013 New Zealand census               | [ 63 ]               |
| New Caledonia (Fr)                                                                         | 29.2%        | 71,721       | 2009 Điều tra dân số                  | [ 64 ]               |
| Guam (Hoa Kỳ)                                                                              | 7.10%        | 11,321       | 2010 United States Census             | [ 65 ]               |
| Northern Mariana Islands (Hoa Kỳ)                                                          | 2.4%         | 1,117        | 2010 United States Census             | [ 66 ]               |
| Châu Phi                                                                                   | N/D          | 4.6m         |                                       |                      |
| Nam Phi                                                                                    | 8.9%         | 4.5          | South African National Census of 2011 | [ 67 ]               |
| Namibia                                                                                    | 4.0% to 7.0% | 75-100,000   | est.                                  | [ 68 ]               |
| Zimbabwe                                                                                   | 0.1%         | 28,732       | 2012 Điều tra dân số                  | [ 69 ]               |
| ^2 CIA The World Factbook. ^3 Étnica de las Tres Áreas Culturales del Continente Americano |              |              |                                       |                      |

### Châu Mỹ

#### Nam Mỹ

##### Uruguay
Theo khảo sát các căn hộ gia đình ở quốc gia năm 2006 của Viện thống kê quốc gia Uruguay: 94,6% tự xác định là có nguồn gốc người da trắng, 9,1% có tổ tiên người da đen và 4,5% có tổ tiên người Amerindian (người được khảo sát được phép chọn nhiều hơn một Tùy chọn).

##### Chi Lê
Các ước tính khoa học về dân số da trắng ở Chile thay đổi đáng kể, từ 20%  đến 52%. Theo một nghiên cứu của Đại học Chile, khoảng 30% dân số Chilê là người da trắng, trong khi cuộc khảo sát năm Latinobarómetro năm 2011 cho thấy khoảng 60% người Chilê coi mình là người da trắng.
Trong thời kỳ thuộc địa vào thế kỷ 18, một dòng chảy quan trọng của người nhập cư từ Tây Ban Nha đã sinh sống ở Chilê, chủ yếu là dân Basque, đã làm trỗi dậy phát triển vượt trội nền kinh tế Chilê và nhanh chóng leo lên bậc thang cao trong hệ thống xã hội và trở thành tầng lớp thượng lưu tinh hoa ưu tú vẫn lãnh đạo đất nước. Khoảng 1,6 triệu (10%) đến 3,2 triệu (20%) người Chilê có tên họ (một hoặc cả hai) gốc người Basque.

##### Colombia
Dân số da trắng của Colombia chiếm khoảng 73% tổng dân số Colombia dựa trên điều tra dân số năm 2018.
Nghiên cứu di truyền của Thư viện Khoa học Công cộng (PLOS) xác định rằng người Colombia trung bình (trong tất cả các chủng tộc) có hỗn hợp 62,5% châu Âu, Amerindian bản địa 27,4%, 9,2% châu Phi và 0,9% Đông Á. Những tỷ lệ này cũng rất khác nhau giữa các dân tộc.

##### Brazil
Dân da trắng ở Braxin được áp dụng như một thuật ngữ cho những người có nguồn gốc châu Âu, và người Trung Đông của tất cả các sắc tộc. Cuộc điều tra cho thấy xu hướng ít người Brazil có gốc khác nhau (đa số là hỗn hợp) xác định là người da trắng vì vị thế địa vị xã hội của họ tăng lên.

##### Puerto Rico
Trái ngược với hầu hết các địa điểm Caribê khác, Puerto Rico dần dần trở thành dân số đông đảo với nhiều người nhập cư châu Âu.

##### Argentina

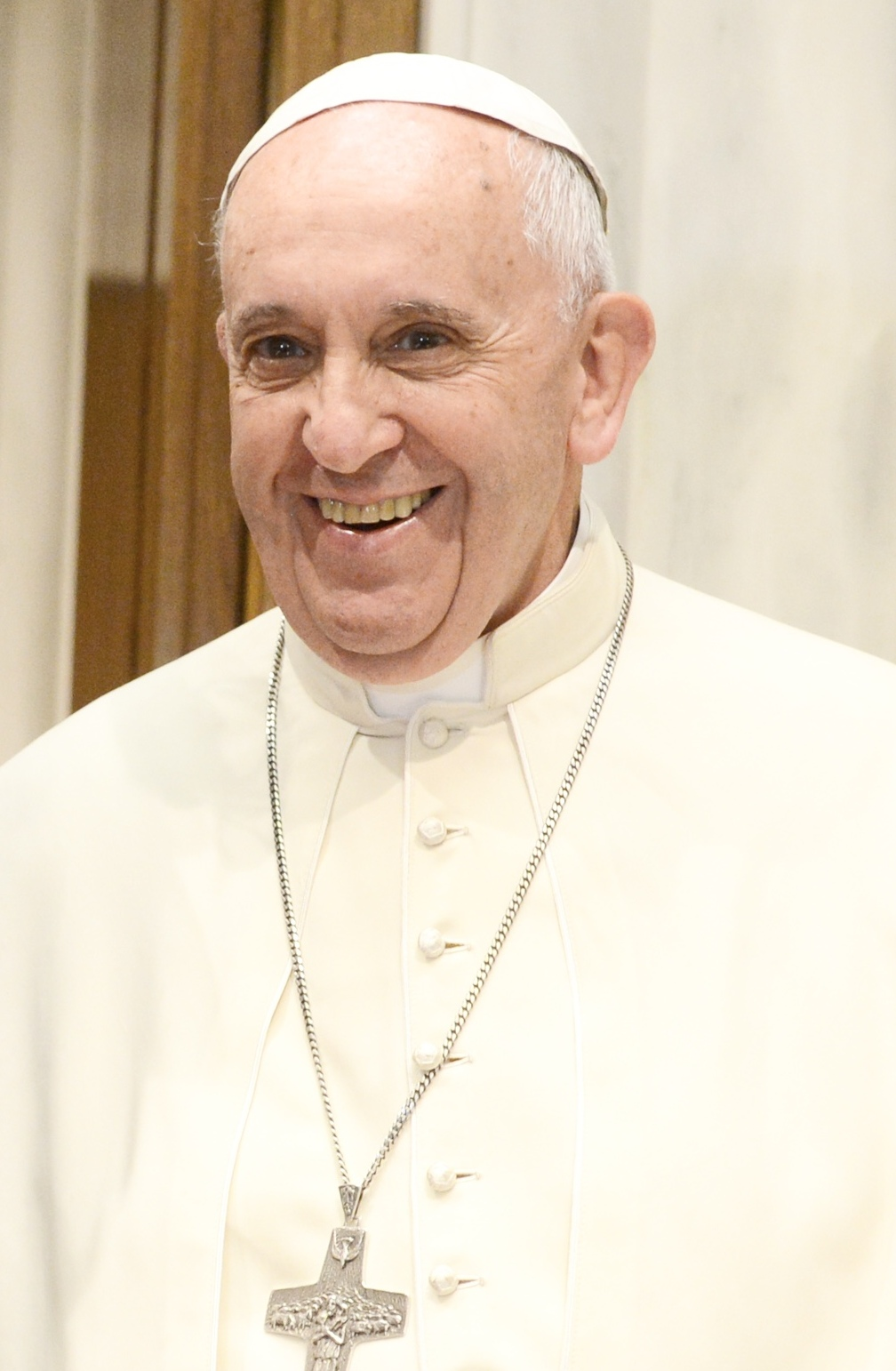
Giáo hoàng Phanxicô là người da trắng Argentina

Argentina, cùng với các khu vực định cư mới khác như Canada, Úc, New Zealand hoặc Hoa Kỳ, được coi là một quốc gia của những người nhập cư, nơi đại đa số có nguồn gốc từ châu Âu. Mặc dù không có cuộc thống kê chính thức dựa trên phân loại sắc tộc đã được thực hiện ở Argentina, một số nguồn tin quốc tế nói rằng người da trắng Argentina và những người da trắng khác ở Châu Á chiếm khoảng 89,7%, (khoảng 36,7 triệu người) và 85,8% (34,4 triệu) tổng dân số. Người da trắng có thể được tìm thấy ở tất cả các vùng của đất nước, nhưng đặc biệt ở vùng trung đông (Pampas), vùng trung tây (Cuyo), vùng phía nam (Patagonia) và vùng đông bắc (Litoral).

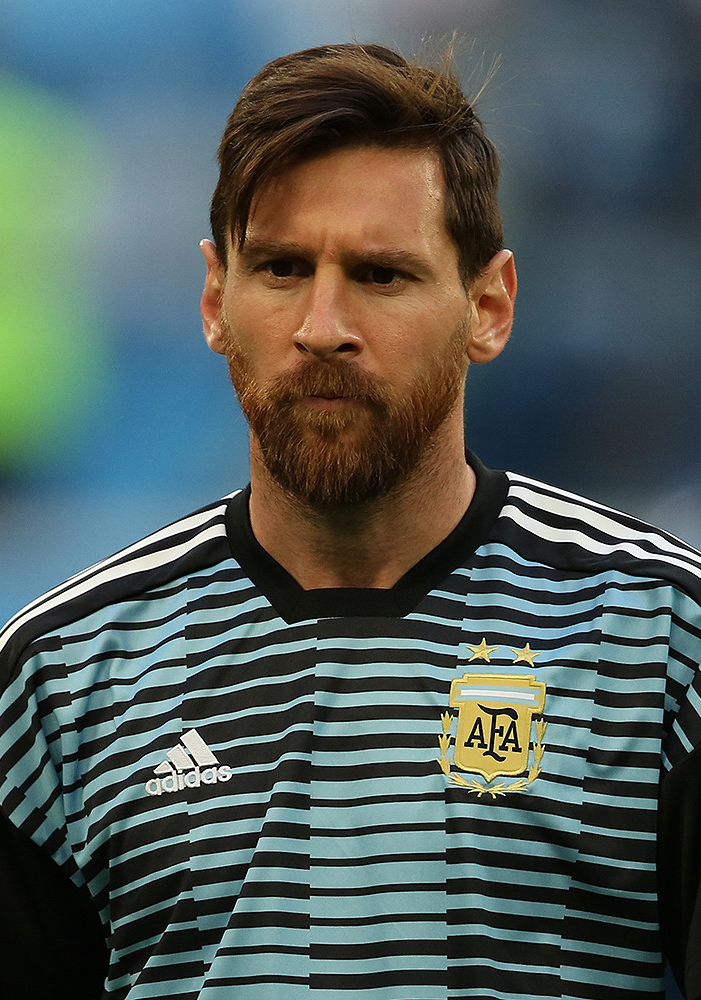
Lionel Messi, siêu sao của FC Barcelona là người Argentina gốc Ý

Những người Argentina da trắng chủ yếu là hậu duệ của những người nhập cư đến từ châu Âu và Trung Đông vào cuối thế kỷ 19 và đầu thế kỷ 20. Sau khi những người thực dân Tây Ban Nha giành được chủ quyền để kiểm soát, sóng của những người định cư châu Âu đã đến Argentina từ cuối thế kỷ XIX đến giữa thế kỷ XX. Những đóng góp nhân khẩu học chủ yếu bao gồm người Ý (ban đầu từ Piedmont, Veneto và Lombardy, sau này là Campania, Calabria, và Sicily), và Tây Ban Nha (phần lớn là Galician và Basques, nhưng có người Asturias, Cantabrians, Catalans, và Andalusians).
Phần lớn dân số Do Thái ở Áchentina là người Do Thái Ashkenazi từ các cộng đồng hải ngoại ở Trung, Bắc và Đông Âu, và khoảng 15-20% là các cộng đồng Sepharis từ Syria. Argentina là nơi có cộng đồng người Do Thái lớn thứ năm trên thế giới. (Xem thêm Lịch sử người Do Thái ở Argentina).

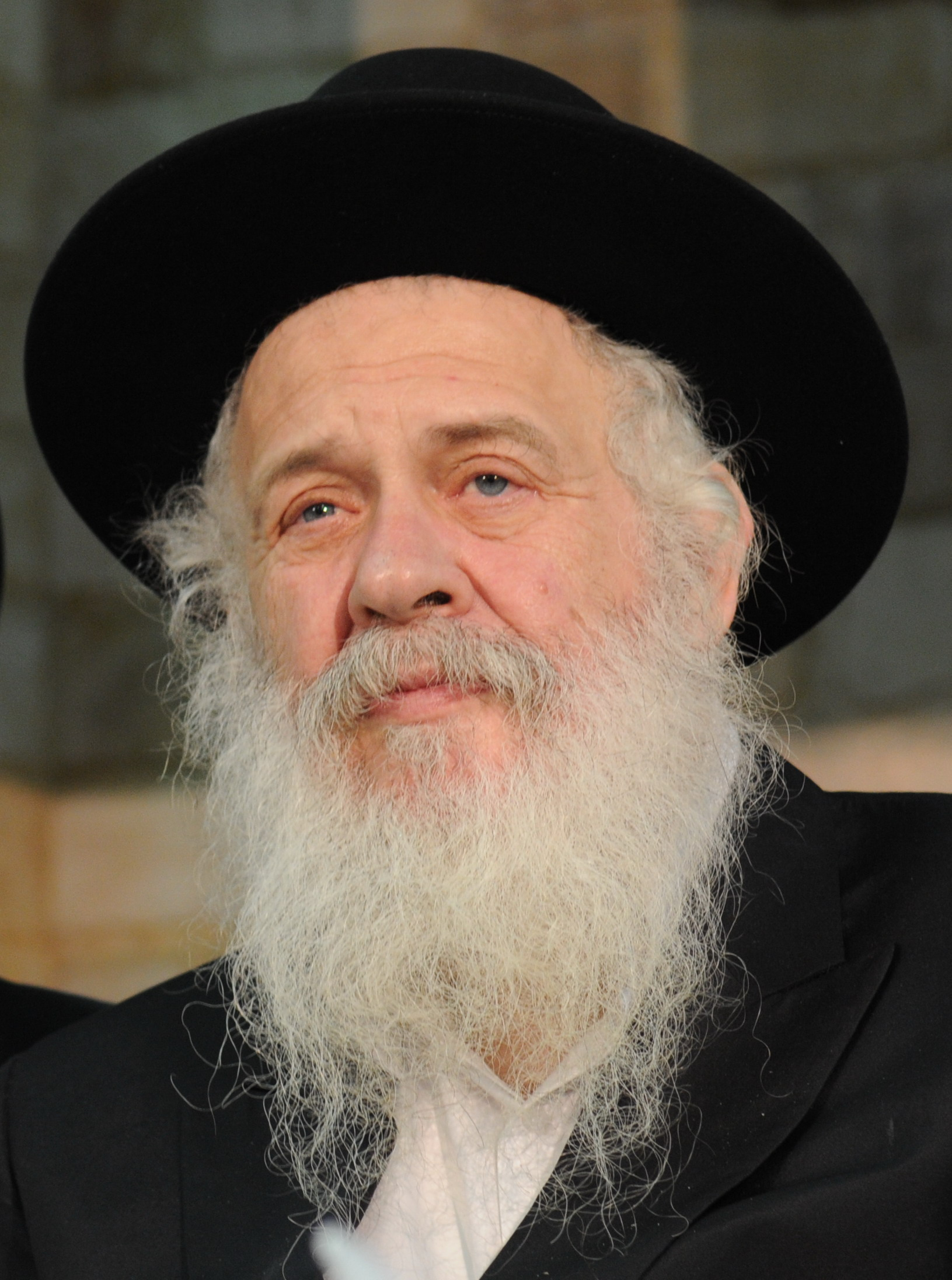
Người Do Thái Ashkenazi da trắng mắt xanh

Những người di dân nhập cư ít hơn nhưng đáng kể bao gồm người Đức, chủ yếu là người Đức Volga từ Nga, nhưng cũng người Đức từ Đức, Thụy Sĩ và Áo; người Pháp chủ yếu đến từ vùng Occitania của Pháp; Người Bồ Đào Nha, đã tạo dựng một cộng đồng quan trọng từ thời thuộc địa; Các nhóm chủng tộc Slavic, hầu hết là người Croats, Bosniaks, Ba Lan, nhưng đồng thời cũng có người Ukraina, Belarusians, Nga, Bulgarians, Serbs và Montenegrins; Brits, chủ yếu từ Anh và xứ Wales; Người Ailen rời khỏi Ái Nhĩ lan để thoát khỏi nạn đói khoai tây và chế độ Anh; Người Scandinavia từ Thụy Điển, Đan Mạch, Phần Lan và Na Uy; từ Đế chế Ottoman đến chủ yếu là người Armeni và các dân tộc Semitic khác như Syriacs-Assyrians, Maronites và Arabs (từ nay là Lebanon và Syria). Những đợt làn sóng nhỏ của những người định cư từ Úc và Nam Phi, và Hoa Kỳ có thể được tìm thấy trong hồ sơ nhập cư Argentina.
Vào những năm 1910, sau khi tỷ lệ nhập cư đạt đỉnh điểm, hơn 30% dân số nước này đến từ bên ngoài Argentina, và hơn một nửa dân số Buenos Aires sinh ra ở nước ngoài. Tuy nhiên, Tổng điều tra Dân số năm 1914 cho thấy khoảng 80% dân số trong nước là người nhập cư châu Âu, bao gồm con cái hoặc con cháu của họ. Trong số 20 phần trăm còn lại (những người có gốc gác từ dân cư địa phương trước khi làn sóng nhập cư này hình thành trong những năm 1870), khoảng một phần ba là người da trắng. Làn sóng người di cư châu Âu tiếp tục chiếm hơn một nửa dân số tăng lên trong những năm 1920, và một lần nữa lại có rất nhiều (mặc dù làn sóng nhỏ hơn) sau Thế chiến II. Ước tính cho thấy Argentina đã nhận được tổng số 6,6 triệu người nhập cư từ châu Âu và Trung Đông trong giai đoạn 1857-1940.
Người Argentina trắng, do đó, có thể đạt đỉnh điểm là phần trăm dân số quốc gia ở trên 90% vào hoặc ngay sau cuộc điều tra năm 1947. Kể từ những năm 1960, việc gia tăng di dân từ các quốc gia có biên giới về phía Bắc (đặc biệt là từ Bolivia và Paraguay, có Amerindian và Mestizo đa số) đã làm giảm phần lớn phần nào.
Phê bình của cuộc tổng điều tra quốc gia cho biết dữ liệu đã được thu thập trong lịch sử thì sử dụng loại nguồn gốc quốc gia chứ không phải là chủng tộc ở Argentina, dẫn đến việc đánh giá thấp hơn người phi châu Argentines và những người đàn ông lai.

##### Venezuela
Theo Tổng Điều tra Dân số và Nhà ở năm 2011, 43,6% dân số Venezuela (khoảng 13,1 triệu người) tự coi bản thân họ là người da trắng. Phần lớn người Venezuel trắng có nguồn gốc Tây Ban Nha, Ý, Bồ Đào Nha và Đức. Gần một nửa triệu người nhập cư châu Âu, chủ yếu là từ Tây Ban Nha (như là kết quả của cuộc nội chiến Tây Ban Nha), Ý và Bồ Đào Nha, đã nhập quốc gia trong và sau Thế chiến II, bị thu hút bởi một nước đang phát triển thịnh vượng, nhanh chóng trở thành nơi những người nhập cư có học vấn và tay nghề được hoan nghênh chào đón.

#### Trung Mỹ

##### Costa Rica
Trong năm 2009, Costa Rica có dân số ước tính là 4,509,290. Người da trắng (bao gồm cá chép) chiếm 94%, người da đen là 3%, người Amerindian 1%, và người Hoa là 1%. Những người Costa Rica trắng thường là người gốc Tây Ban Nha.

##### Nicaragua
Vào năm 2013, nhóm sắc tộc da trắng ở Nicaragua chiếm 17% dân số cả nước. Thêm 69% dân số là người bản địa, có nguồn gốc hỗn hợp bản địa và châu Âu.

##### Cu ba
Người cu ba da trắng chiếm 64,1% tổng dân số theo điều tra dân số năm 2012.

##### Belize
Năm 1958, khoảng 3.500 người da trắng Đức nói tiếng Mennonites, định cư trước đây ở Canada và Nga, đã đến Belize. Họ thành lập các cộng đồng ở thượng nguồn của sông Belize: Blue Creek trên biên giới với Mexico; Nhà máy đóng tàu, Indian Creek thuộc quận Orange Walk; Spanish Lookout và Barton Creek ở quận Cayo; Little Belize, Quận Corozal. Họ chiếm khoảng bao gồm 3,6% dân số của Belize và họ có trường học riêng, nhà thờ và các tổ chức tài chính trong các cộng đồng khác nhau của họ.

##### El Salvador
Vào năm 2013, người Salvador da trắng là một nhóm người dân tộc thiểu số ở El Salvador, chiếm 12,7% dân số cả nước. Thêm 86,3% dân số là người bản địa, có nguồn gốc hỗn hợp bản địa và châu Âu.

##### Guatemala
Trong năm 2010, 18,5% người Guatemala thuộc nhóm dân tộc thiểu số người da trắng, với 41,7% dân số là người bản địa, và 39,8% dân số thuộc 23 nhóm Bản địa.

##### Honduras
Vào năm 2013, những người Honduran có tổ tiên trắng là một thiểu số nhỏ ở Honduras, chiếm 1% dân số cả nước. Thêm 90% dân số là người bản địa, có nguồn gốc hỗn hợp bản địa và châu Âu.

#### Bắc Mỹ

##### Mexico
Người Mễ trắng là những công dân Mexico có nguồn gốc chủ yếu là người châu Âu. Mặc dù Mexico không có cuộc điều tra chủng tộc, người Mexico có nguồn gốc Tây Ban Nha hoặc phần lớn châu Âu có thể chiếm khoảng từ 23.5% - 24.5% dân số cả nước hay từ 28.9 - 30.1 triệu người. Nhưng một trung tâm Điều tra dân số uy tín tại México thì lại cho rằng chiếm 15% hay từ 19.5 triệu người.
Các nghiên cứu quốc tế khác chỉ ra rằng chỉ có 10% dân số Mexico có nguồn gốc châu Âu.

##### Canada
Trong các kết quả của Tổng điều tra Dân số Canada năm 2001 của Thống kê Canada, màu trắng là một trong số các biến số dữ liệu nhóm dân số, được lấy từ dữ liệu thu thập được trong câu hỏi 19 (kết quả của câu hỏi này cũng được sử dụng để lấy được các biến nhóm thiểu số có thể nhìn thấy).
Trong Đạo luật về việc chia sẻ việc làm năm 1995, "các thành viên của các nhóm thiểu số có thể nhìn nhận ra được" có nghĩa là những người, không phải là thổ dân, là những người không phải người chủng tộc Âu hoặc không phải là người da trắng. Trong Cuộc Tổng điều tra năm 2001, những người chọn Trung Quốc, Nam Á, châu Phi, Philippines, Mỹ Latinh, Đông Nam Á, Ả Rập, Tây Á, Trung Đông, Nhật Bản hoặc Hàn Quốc đã được đưa vào nhóm dân số thiểu số có thể nhận ra thấy được từ vẻ bề ngoài. Một câu hỏi dân số riêng về "nguồn gốc văn hoá hoặc dân tộc" (câu hỏi 17) không đề cập đến màu da.

##### Hoa Kỳ

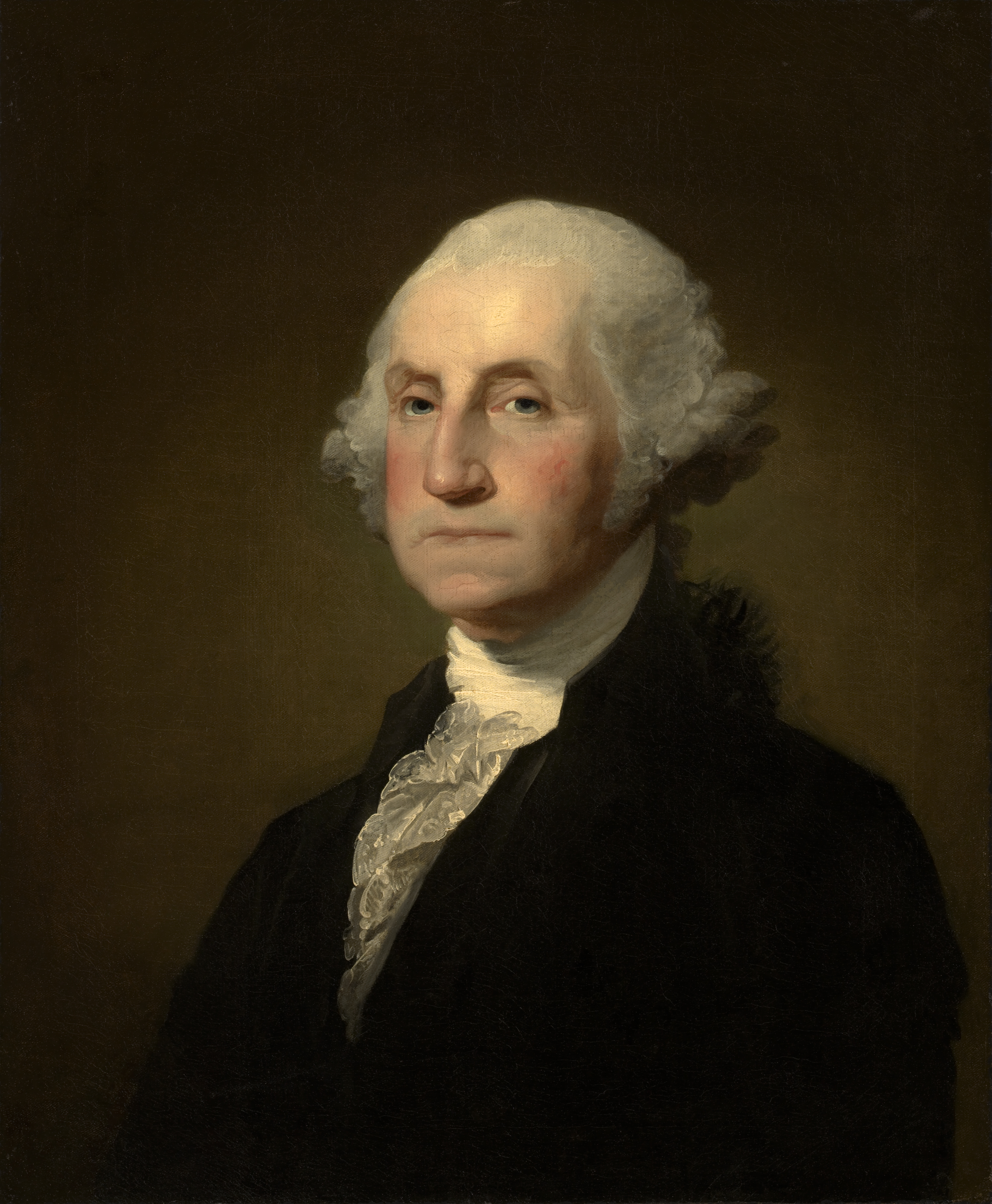
Cha đẻ nước Mỹ George Washington tổng thống Hoa Kỳ đầu tiên là người da trắng.

Đa số những người Do Thái ở Mỹ là người Da Trắng. Trong năm 2013, khảo sát về người Mỹ gốc Do Thái của Trung tâm nghiên cứu Pew Research Center cho biết hơn 90% người Do Thái trả lời cuộc khảo sát cho thấy họ không phải là người da màu, 2% là người da đen, 3% là người Mỹ gốc Tây Ban Nha và 2% nguồn gốc khác.
Một báo cáo từ Trung tâm Nghiên cứu Pew năm 2008 cho biết đến năm 2050, người Mỹ da trắng không phải Tây Ban Nha sẽ chiếm 47% dân số, giảm từ 67% dự kiến năm 2005. Người Mỹ trắng chiếm gần 90% dân số vào năm 1950.
Người Mỹ da trắng trung bình là: 98,6% người châu Âu, 0,19% người Châu Phi và 0,18% người Mỹ thổ dân da đỏ bản địa.
Định nghĩa Hoa Kỳ hiện tại của cục Điều tra dân số Mỹ thì người da trắng bao gồm những người có nguồn gốc ở bất kỳ nơi nào thuộc khu vực châu Âu, Trung Đông hoặc Bắc Phi. Cục Điều tra Liên bang Hoa Kỳ mô tả người da trắng là "có nguồn gốc ở bất kỳ người gốc Âu Châu, Trung Đông hoặc Bắc Phi thông qua các chủng loại chủng tộc được sử dụng trong Chương trình UCR được thông qua trong Cẩm nang Chính sách Thống kê (1978) và được xuất bản bởi Văn phòng Chính sách Thống kê Liên bang và các Tiêu chuẩn, Bộ Thương mại Hoa Kỳ. Danh mục "trắng" trong UCR bao gồm những người Mỹ gốc Tây Bồ đào không phải là người da đen.

### Châu Âu

#### Vương quốc Anh và Ireland

##### Lịch sử bản sắc trắng
Trước khi các cuộc Cách mạng công nghiệp ở châu Âu phát triển thì làn da trắng có liên quan đến tình trạng địa vị xã hội. Người quý tộc có thể ít tiếp xúc với ánh nắng mặt trời và do đó họ có một làn da màu trắng và được coi là có liên quan đến tình trạng gia thế xã hội và sự giàu sang phú quý. Đây có thể là nguồn gốc của "máu xanh" như mô tả các đặc tính của hoàng gia, da có màu sắc nhẹ nhàng đến mức độ xanh của tĩnh mạch có thể được nhìn thấy rõ ràng.

##### Sử dụng trong ngôn ngữ hiện đại
Ở Anh, Văn phòng Thống kê Quốc gia sử dụng thuật ngữ white như là một thể loại sắc tộc. Các thuật ngữ White British, White Irish, White Scottish và White khác được sử dụng. Những phân loại này dựa vào sự nhận diện bản thân của cá nhân, vì nó được thừa nhận rằng sắc tộc không phải là một phân loại khách quan.
Về mặt xã hội, ở Anh, người da trắng thường chỉ đề cập đến những người gốc Anh, gốc Ireland và châu Âu. Trong năm 2011, 87,2% dân số Anh quốc tự coi mình là người da trắng.

### Châu Phi

#### Nam Phi
Người Hà Lan trắng đầu tiên đến Cộng hòa Nam Phi vào năm 1652. Vào đầu thế kỷ thứ mười tám, khoảng 2.000 người châu Âu và con cháu của họ đã thành lập trong khu vực. Mặc dù những người Afrikan đầu này đại diện cho nhiều quốc gia khác nhau, bao gồm nông dân Đức và Huguenot Pháp, cộng đồng vẫn giữ lại một bản sắc Hà Lan trọn vẹn. Số người Afrikaner khoảng 2,5 triệu người, khoảng 5% dân số Nam Phi. Dù vậy, vẫn có hơn 1,5 triệu người da trắng gốc Vương quốc Liên hiệp Anh và Bắc Ireland, chiếm trên 3% dân số Nam Phi, còn lại là những người gốc Ý, Bồ Đào Nha,... Tại Free State, Pretoria, phía Tây của tỉnh Đông Cape, thành phố Pietermaritzburg, nhiều vùng của Tây Cape, Mpumalanga và Bắc Cape, những người da trắng thường nói tiếng Afrikaan là chủ yếu. Còn tại nhiều thành phố lớn như Johannesburg, Cape Town, Durban, Port Elizabeth, Sandton, East London, nhiều thị trấn (chủ yếu ở ven biển như Margate, Port Shepstone, Richards Bay,...), thành phố Newcastle của Tỉnh KwaZulu-Natal thì dân da trắng chủ yếu là gốc Anh, đương nhiên nói Tiếng Anh là chủ yếu. Nhưng sau thời Apartheid, số người da trắng giảm dần nhưng khá chậm vì xã hội đôi bất ổn. Dù vậy, số người da trắng ở Nam Phi đã tăng trở lại từ năm 2019 nhờ xã hội ổn định hơn, và cũng có nhiều người từng trốn khỏi đất nước đã quay trở về sinh sống. Tại các thành phố lớn như Johannesburg và Cape Town, rất nhiều vùng giàu có từ trăm năm nay trở thành thiên đường cho Người da trắng sinh sống, nhưng chủ yếu là gốc Anh. Vùng Sandhurst ở Johannesburg là vùng ngoại ô giàu có nhất Châu Phi.